# 関戸正実
関戸 正実（せきど まさみ、1957年〈昭和32年〉1月2日 - ）は、日本の実業家。株式会社セキド社長。

## 人物
- 1980年（昭和55年）3月、中央大学卒業[3]。
- 株式会社セキドの筆頭株主である。
- 強いリーダーシップで会社を牽引[要出典]。

## 経歴
- 1993年（平成5年）2月 　株式会社セキド入社
- 1993年（平成5年）5月 　取締役
- 1993年（平成5年）9月　 常務取締役
- 1995年（平成7年）5月 　取締役
- 1997年（平成9年）1月 　常務取締役
- 1997年（平成9年）5月 　取締役副社長
- 2000年（平成12年）2月 　代表取締役社長
- 2008年（平成20年）8月　代表取締役社長兼営業本部長兼ファッション事業部長
- 2010年（平成22年）2月　代表取締役社長
- 2010年（平成22年）11月 　取締役
- 2011年（平成23年）3月 　代表取締役会長兼CEO
- 2011年（平成23年）7月 　代表取締役会長兼CEO兼営業本部長兼ファッション事業部長兼経営企画室担当
- 2012年（平成24年）2月　代表取締役社長兼営業本部長兼ファッション事業部長
- 2012年（平成24年）4月 　株式会社ストリーム社外取締役
- 2012年（平成24年）5月　 代表取締役社長
- 2013年（平成25年）9月　代表取締役社長兼営業本部長
- 2014年（平成26年）8月 　代表取締役社長兼営業本部長兼ファッション事業部長
- 2015年（平成27年）2月　 代表取締役社長(現任) [3]